# Haus Lorsbeck

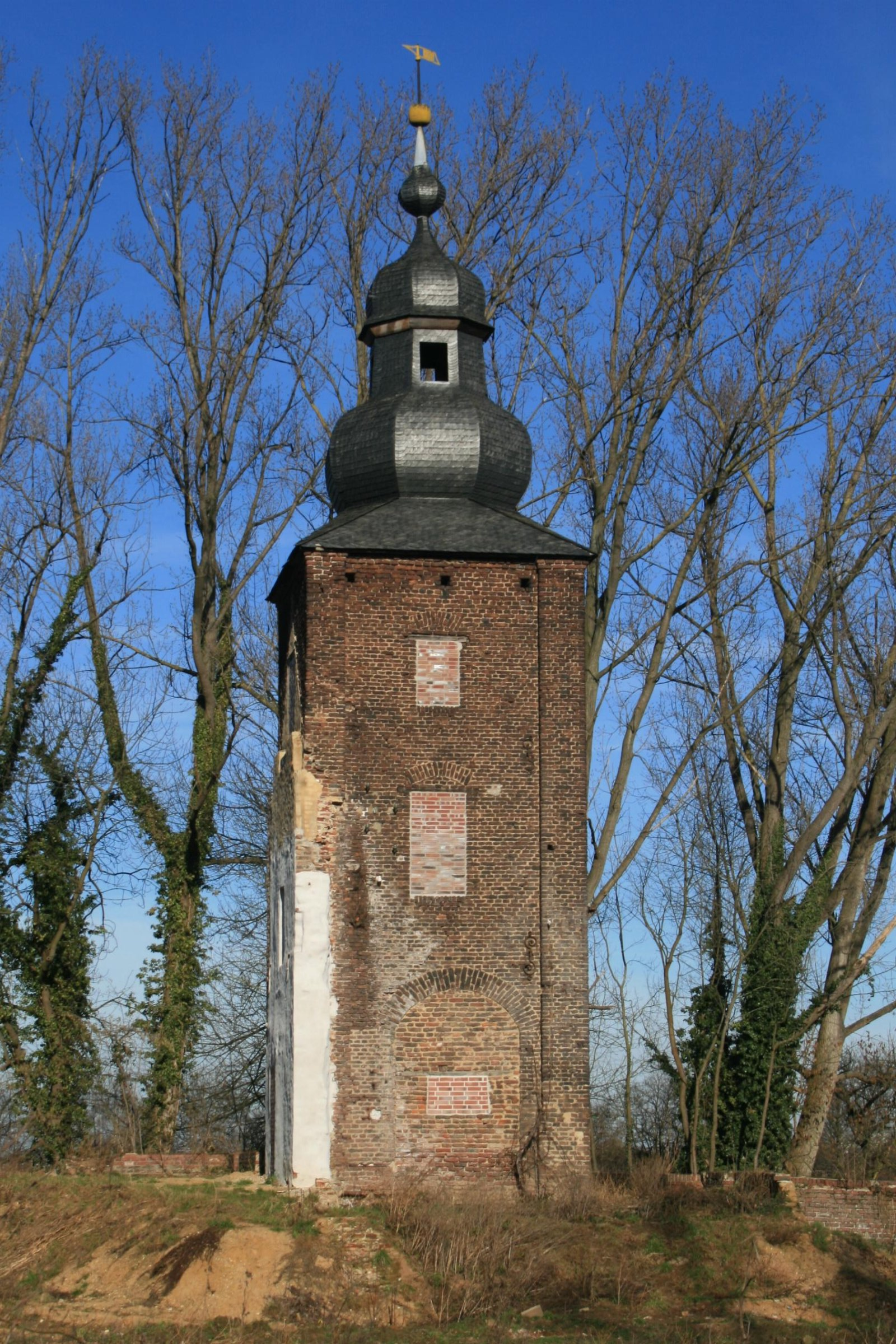
Turm des Hauses Lorsbeck

Das Haus Lorsbeck war ein landtagsfähiges Rittergut am Südrand der nordrhein-westfälischen Stadt Jülich im Kreis Düren. Von der wasserumwehrten Anlage sind heute nur noch ein Turm und Teile des Wassergrabens erhalten. Die Reste stehen seit dem 17. Juni 1993 unter Denkmalschutz.

## Geschichte

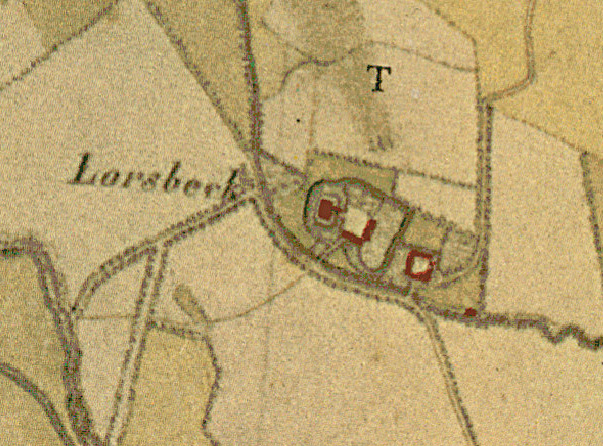
Haus Lorsbeck auf der Tranchotkarte

Schon im 14. Jahrhundert gab es an dieser Stelle eine befestigte Anlage, die gemeinsam mit einem Dorf als Loirspeck urkundlich erwähnt wurde. Das Haus Lorsbeck gehörte zu jener Zeit einem gleichnamigen Geschlecht. Spätestens seit 1473 war die Anlage im Besitz der Familie von Harff, die anschließend rund 200 Jahre lang auf dem Haus saß. Johann von Harff hinterließ es 1524 seinem gleichnamigen Neffen. Dessen Nachfahr Wilhelm wurde 1579 von seinem Sohn Johann von Harff beerbt. Vermutlich war das Haus – ebenso wie das Dorf – zuvor im Dritten Geldrischen Erbfolgekrieg 1542 zerstört oder zumindest schwer beschädigt, anschließend aber wieder aufgebaut worden. Für 1628 und 1636 ist ein Wilhelm Karl von Harff als Besitzer verzeichnet.
Nach dem Dreißigjährigen Krieg verkauften die von Harff das Haus an Johann und Wilhelm von Blittersdorf zu Oberembt, von denen Johann die Anlage 1669 als jülichsches Lehen erhielt. Über dessen Tochter gelangte Lorsbeck 1707 an Johanns Schwiegersohn Hermann Friedrich von Rossum. Bei dessen Tod waren die Erben noch minderjährig und standen unter der Vormundschaft ihres Onkels Martin Sigmund von Rossum. Er verkaufte Haus Lorsbeck an Adolf Winand von Wassenberg, der es seinem Sohn Theodor Joseph hinterließ. Der neue Besitzer und seine Frau Maria Anna von Locquenghien zu Laach ließen das alte Gebäude niederlegen und 1775 durch einen Neubau im Stil des Barocks ersetzen. Nach dem Tod des Bauherrn wurde das Inventar des Hauses 1793 versteigert und die Anlage 1797 an Bürgerliche verkauft. Neuer Eigentümer wurde ein Herr Ernst. 1817 kam das Haus durch Versteigerung an Wilhelm Schneiders, Posthalter in Jülich.

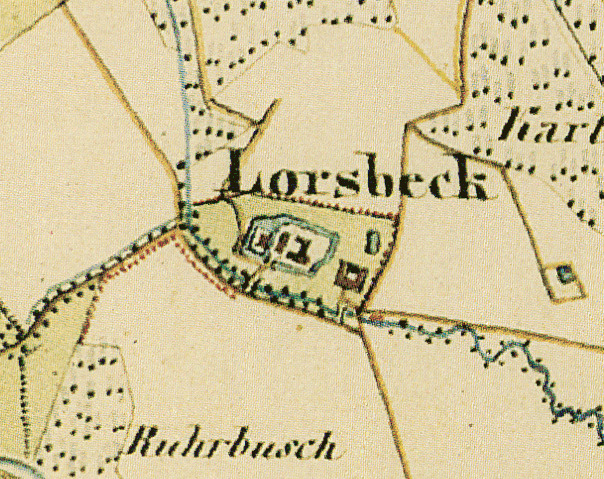
Haus Lorsbeck auf der Preußischen Uraufnahme von 1836–1850

1887 verkauften die Herren Bodifié und Perkuhn die Anlage, die bereits in den 1850er Jahren nicht mehr als landtagsfähiger Rittersitz geführt wurde, an den Brüggener W. H. Schopen. Im Zweiten Weltkrieg wurde der größte Teil des Herrenhauses 1944/1945 zerstört. Lediglich der Torturm des Gebäudes blieb erhalten. Nach Kriegsende erfolgte 1956 unter Verwendung der noch vorhandenen Außenmauern ein Wiederaufbau, jedoch ohne jeglichen architektonischen Schmuck. Anfang der 1980er Jahre erwarb die nahe gelegene Jülicher Zuckerfabrik Haus Lorsbeck als mögliche Expansionsfläche für ihre Polder, verpachtete die Anlage aber noch bis Ende der 1980er Jahre. Der Pächter bewohnte das Herrenhaus und nutzte die dazugehörige Vorburg zu landwirtschaftlichen Zwecken.
Nach Ende des Pachtvertrags stand Haus Lorsbeck lange leer, Stallungen und Remise dienten nur noch als Maschinenunterstand. Die vom Mühlenteich durchfeuchteten Gebäude verfielen allmählich und wurden schließlich im Februar 2011 bis auf den denkmalgeschützten Turm abgerissen, weil eine weitere Nutzung nicht mehr möglich war. Die noch erhaltenen Teile des Wassergrabens und der Turm wurden in Abstimmung mit der Denkmalbehörde gesichert, Türen und Fensteröffnungen vermauert.

## Beschreibung
Haus Lorsbeck war eine zweiteilige Anlage bestehend aus einer Vorburg und dem westlich davon stehenden Herrenhaus. Die gesamte Anlage war ursprünglich von einem durch den Krauthausen-Jülicher Mühlenteich gespeisten Wassergraben umgeben, wobei ein Zwischengraben zusätzlich Haupthaus und Wirtschaftsgebäude voneinander trennte. Der Vorburggraben war bereits in den 1990er Jahren eingeebnet und der Zwischengraben verlandet.
Die stattliche, dreiflügelige Vorburg aus Backstein besaß einen U-förmigen Grundriss und war nach Westen zum Herrenhaus geöffnet. Ihre Gebäude waren Ende des 19. Jahrhunderts erneuert worden und hatten den Zweiten Weltkrieg weitgehend unbeschadet überstanden. Nach Kriegsende waren sie stark umgebaut worden. Eine einfache Backsteinbrücke führte von der Vorburg über den Zwischengraben zur Herrenhausinsel.
Das Haupthaus war ursprünglich ein schlichter Backsteinbau aus dem 18. Jahrhundert, der auf den Fundamenten eines älteren Vorgängers errichtete worden war. Regelmäßige Fensterreihen wechselten sich mit gemauerten Pilastern ab. Seiner symmetrisch gestalteten Ostfassade war in der Mitte ein Torturm vorgesetzt. Beim Wiederaufbau nach dem Zweiten Weltkrieg wurde das Gebäude in vereinfachter Form wiederhergestellt. Dabei wurde das hohe Walmdach durch ein niedrigeres Krüppelwalmdach ersetzt und das Haus mit wesentlich kleineren Fenstern versehen.
Nach dem 2011 erfolgten Abriss ist von der barocken Bausubstanz heute nur noch der quadratische Turm  mit drei Geschossen erhalten. Er besitzt eine geschieferte Welsche Haube mit Laterne und Wetterfahne. Über dem vermauerten rundbogigen Eingang erinnert das steinerne Allianzwappen der Familien von Wassenberg und von Locquenghien an die Bauherren des Hauses. An der Nordseite der einstigen Herrenhausinsel befinden sich im Erdreich noch Grundmauern und Kellergewölbe der mittelalterlichen Befestigung.